# Melatonin
Melatonin je neurohormon koji luči epifiza. U ljudi, melatonin utječe na cirkadijani ritam, odnosno cikluse spavanja i buđenja te na raspoloženje i još nekoliko sustava. Taj se proces odvija kroz složenu interakciju suprahijazmatske jezgre i epifize. Melatonin se koristi u liječenju nesanice i poremećaja spavanja koji nastaju zbog putovanja kroz više vremenskih zona (eng. jet lag).
Prvi je puta izoliran 1958. godine.